# Март (Тюрингія)
Март (нім. Marth) — громада в Німеччині, розташована в землі Тюрингія. Входить до складу району Айхсфельд. Складова частина об'єднання громад Ганштайн-Рустеберг.
Площа — 4,85 км2. Населення становить 321 ос. (станом на 31 грудня 2021).

## Галерея

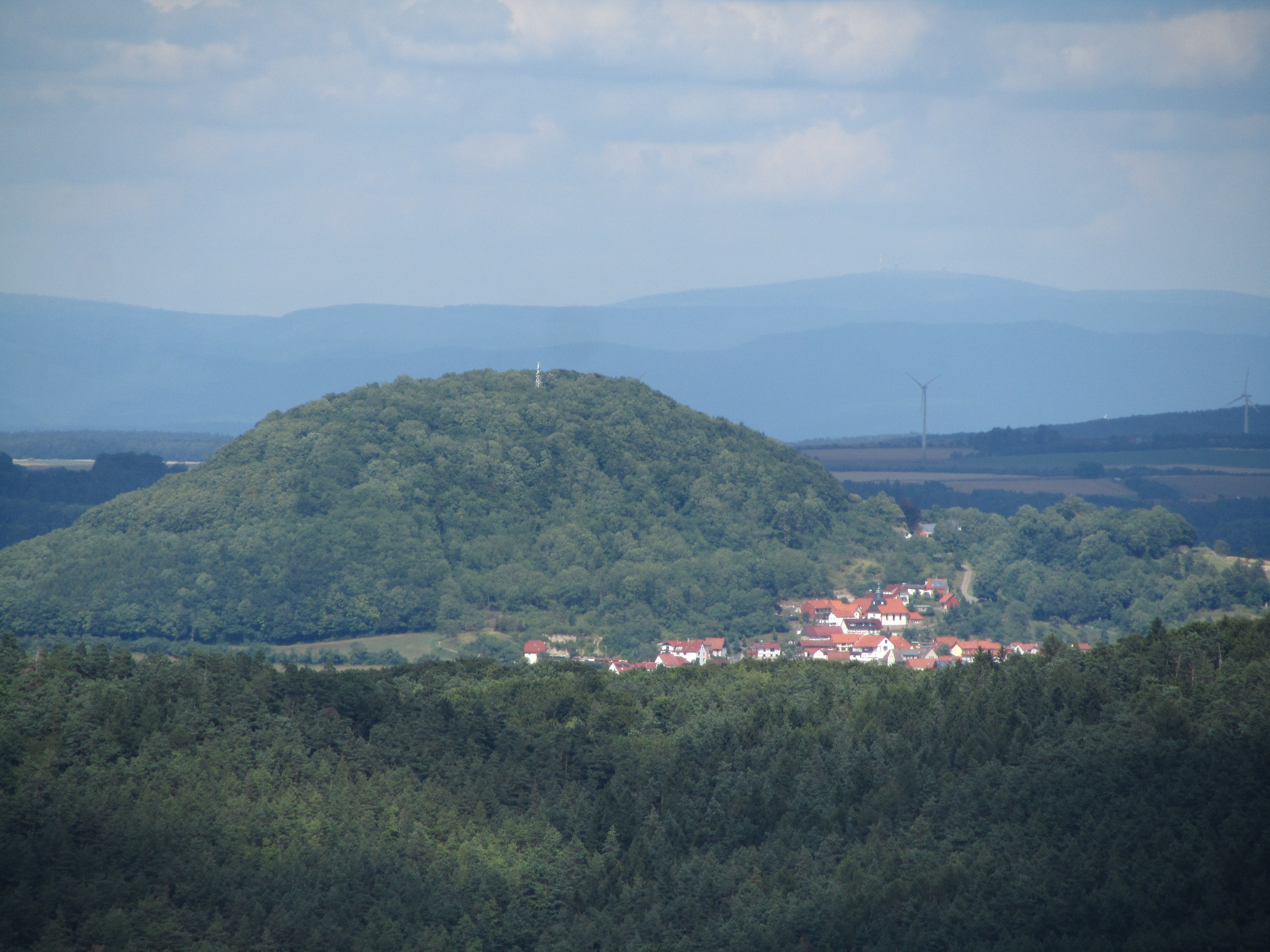
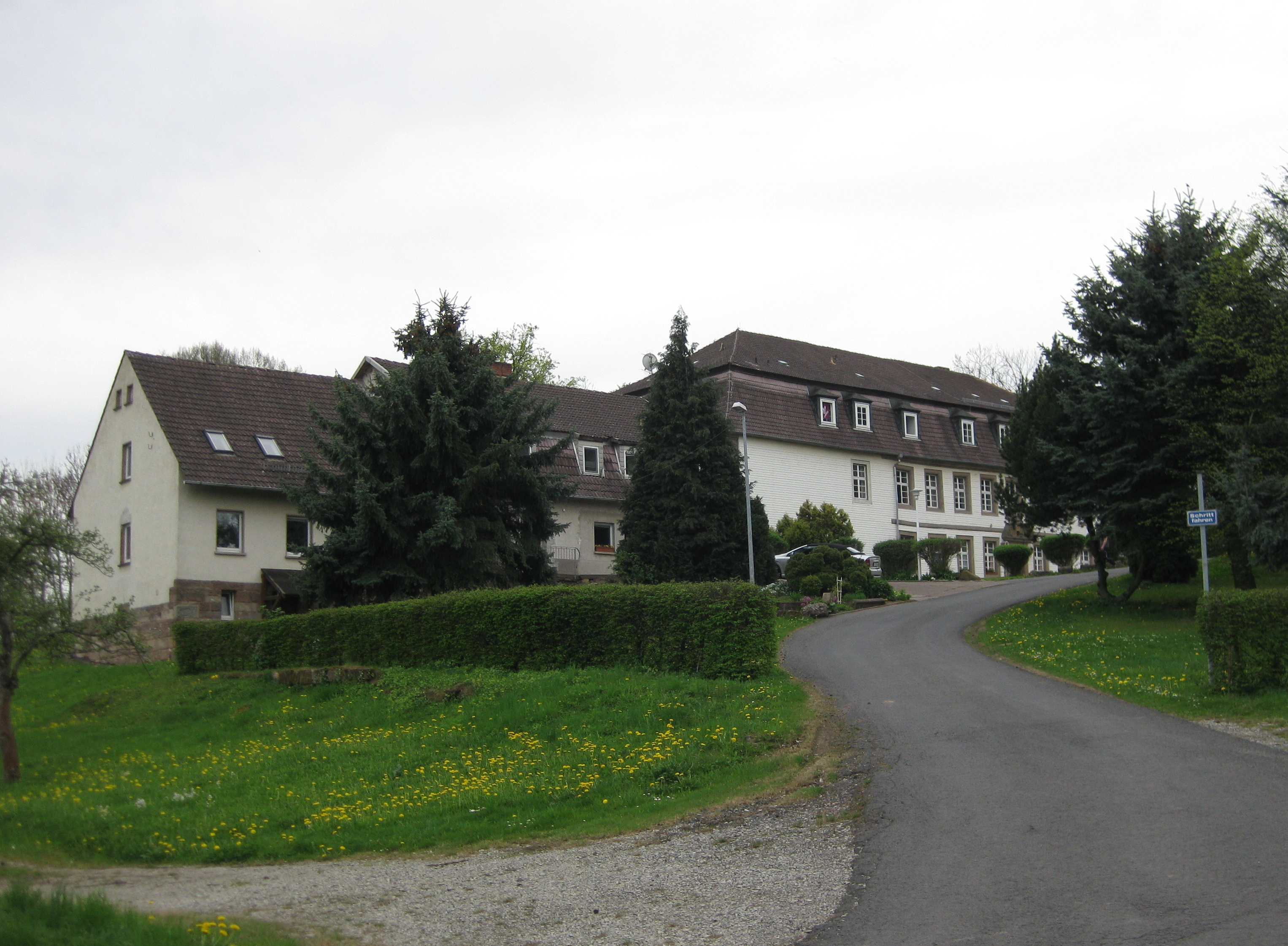
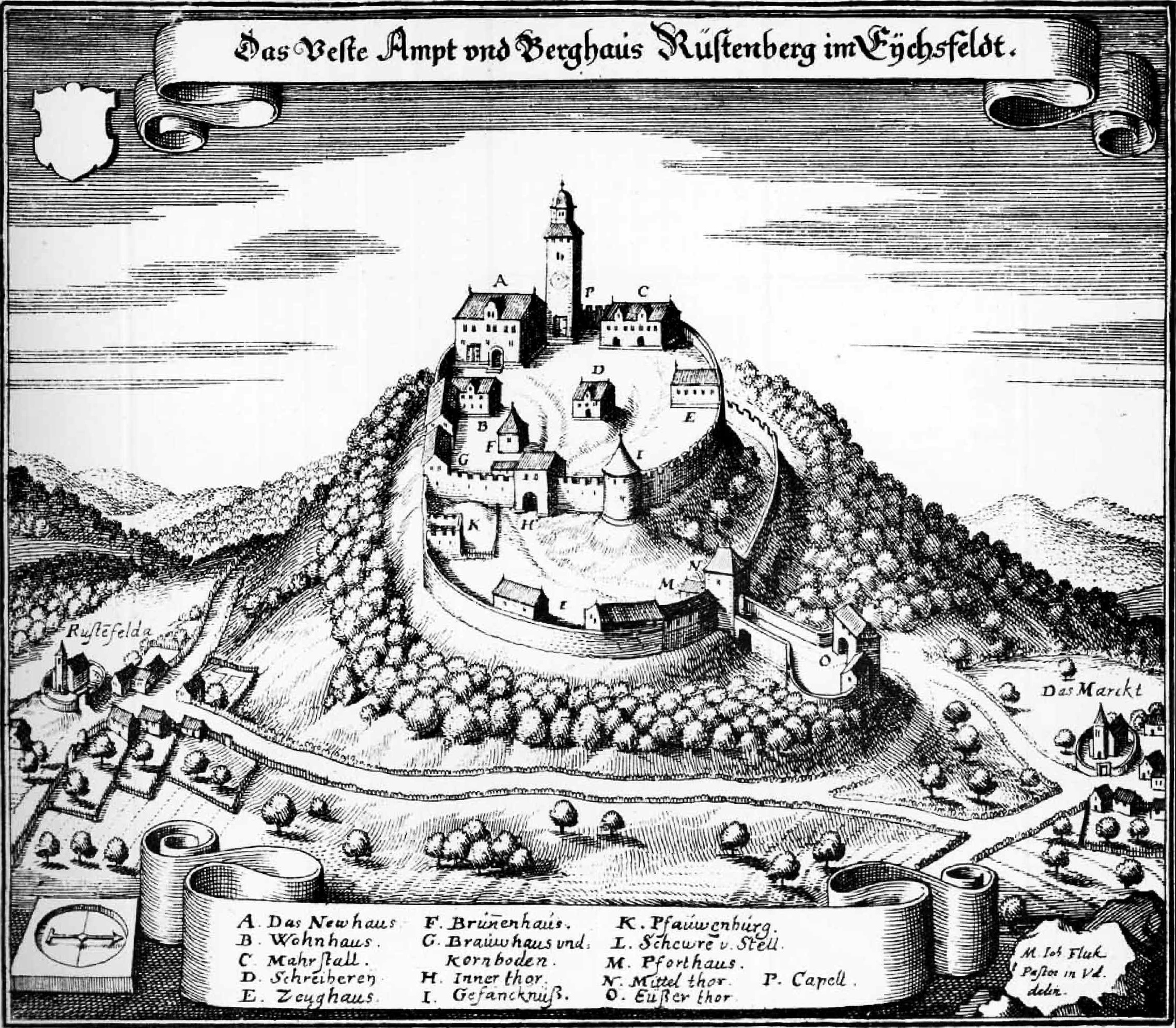
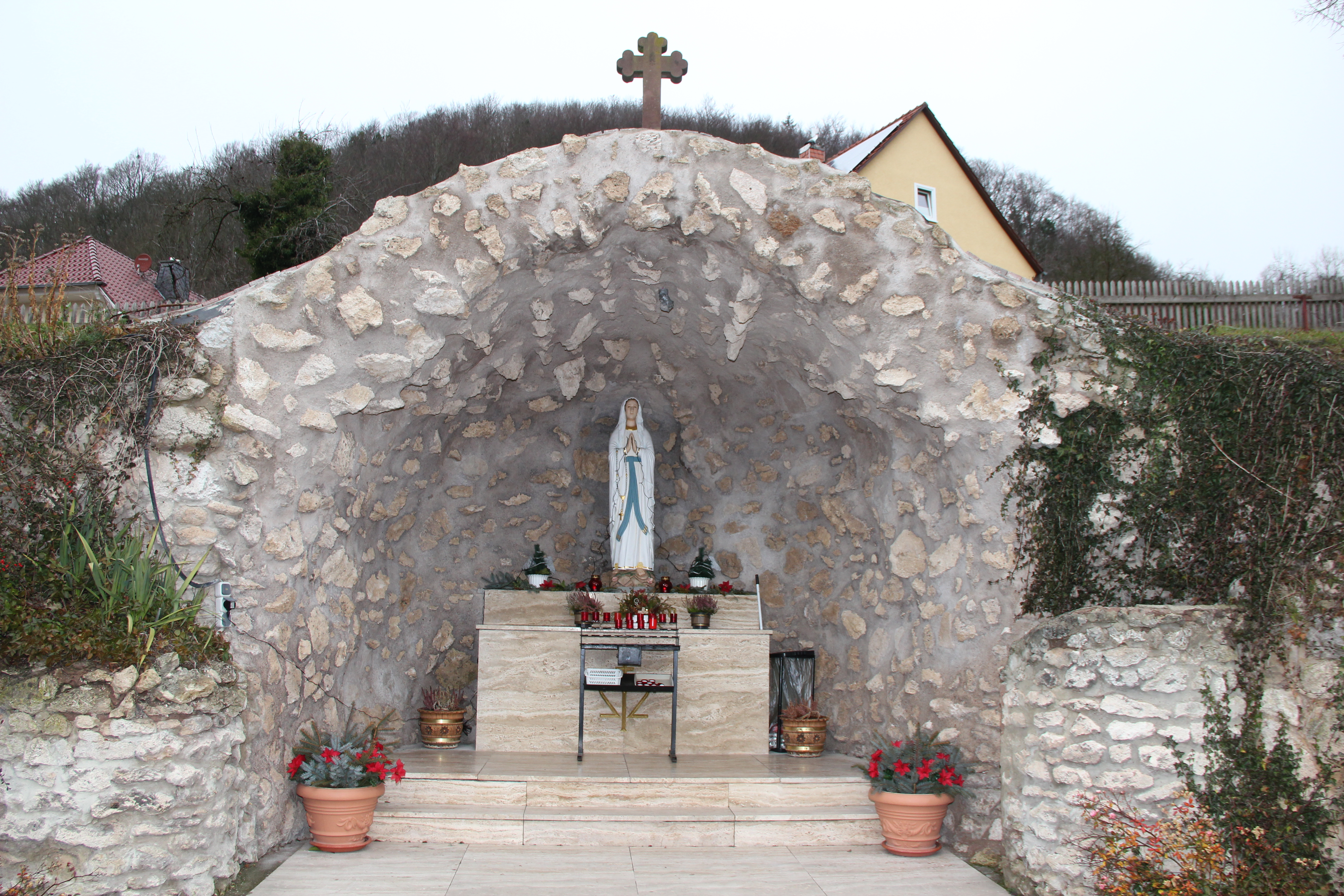
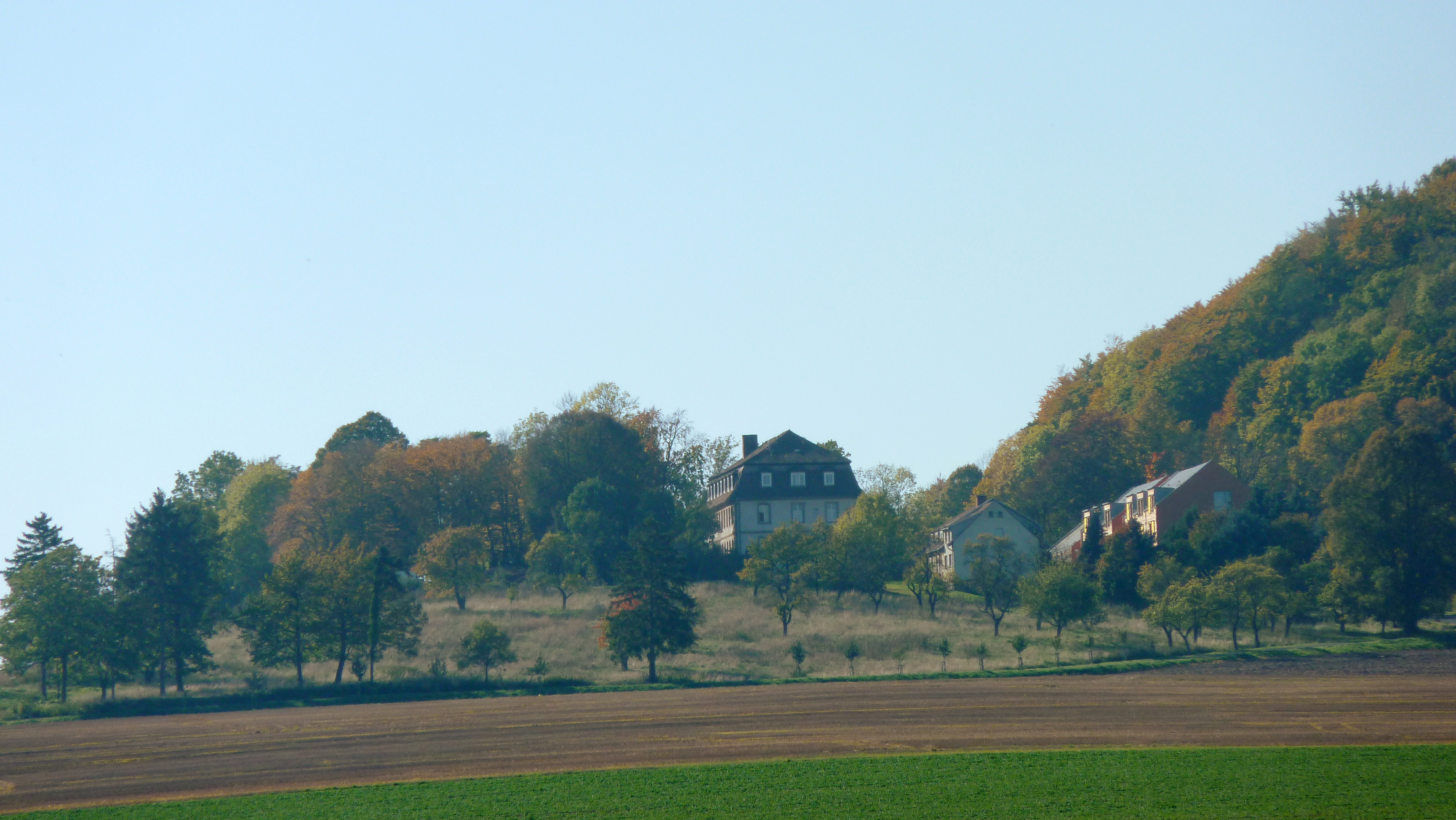